# ذهیبه
اده داهایبا در اردن است که در amman governorate واقع شده‌است.